# William Woolsey
Pour les articles homonymes, voir Woolsey.
William Tripp Woolsey, dit Bill Woolsey, né le 13 septembre 1934 à Honolulu et mort le 25 juin 2022,, est un nageur américain. 
Lors des Jeux olympiques d'été de 1952 disputés à Helsinki il remporte la médaille d'or au relais 4 x 200 m nage libre. En 1956, il est médaillé d'argent dans cette même épreuve et atteint la finale au 100 m libre.

## Palmarès
- médaille d'or au relais 4 x 200 m nage libre de natation aux Jeux olympiques de Helsinki en 1952
- médaille d'argent au relais 4 x 200 m nage libre de natation aux Jeux olympiques de Melbourne en 1956
- médaille de bronze au 100 m nage libre aux Jeux panaméricains 1959